# 8-я гвардейская штурмовая авиационная дивизия
8-я гвардейская штурмовая авиационная Полтавская орденов Суворова и Богдана Хмельницкого дивизия (8-я гв. шад) — соединение Военно-воздушных сил (ВВС) Вооружённых сил РККА штурмовой авиации, принимавшее участие в боевых действиях Великой Отечественной войны.

## Наименования дивизии
- 266-я истребительная авиационная дивизия;
- 266-я штурмовая авиационная дивизия;
- 266-я штурмовая авиационная Полтавская дивизия;
- 8-я гвардейская штурмовая авиационная Полтавская дивизия;
- 8-я гвардейская штурмовая авиационная Полтавская ордена Богдана Хмельницкого дивизия[1]
- 8-я гвардейская штурмовая авиационная Полтавская орденов Суворова и Богдана Хмельницкого дивизия[1]
- Войсковая часть (Полевая почта) 36653

## Создание дивизии
266-я Полтавская штурмовая авиационная дивизия 5 февраля 1944 года за образцовое выполнение боевых задании командования на фронте борьбы с фашистскими захватчиками и проявленные при этом высокое воинское мастерство, доблесть и мужество преобразована в гвардейскую дивизию и получила наименование 8-я гвардейская штурмовая авиационная Полтавская дивизия.

## Расформирование дивизии
8-я гвардейская штурмовая авиационная Полтавская орденов Суворова и Богдана Хмельницкого дивизия в июне 1955 года была расформирована в составе 69-й воздушной армии Киевского военного округа.

## В действующей армии
В составе действующей армии:
- с 05 февраля 1944 года по 11 мая 1945 года.

## Командиры дивизии
- Полковник Родякин Фёдор Георгиевич[4], период нахождения в должности: с 5 февраля 1944 года по май 1944 года.
- Полковник Турыкин Григорий Прокофьевич[4], период нахождения в должности: с мая 1943 года по июль 1943 года.
- Подполковник Фетисов Алексей Степанович[4], период нахождения в должности: с 10 июня 1944 года по 31 августа 1944 года (погиб).
- Подполковник, Полковник[5] Шундриков Владимир Павлович[4], период нахождения в должности: с 31 августа 1944 года по октябрь 1946 года.
- Полковник Покоевой Григорий Прокофьевич[4], период нахождения в должности: с октября 1946 года по ноябрь 1947 года.
- Генерал-майор авиации Обухов Алексей Филиппович[4], период нахождения в должности: с ноября 1953 года по август 1956 года.

## В составе объединений
| Дата          | Фронт (округ)            | Армия                | Корпус                                        | Примечания |
| ------------- | ------------------------ | -------------------- | --------------------------------------------- | ---------- |
| 05.02.1944 г. | 2-й Украинский фронт     | 5-я воздушная армия  | 1-й гвардейский штурмовой авиационный корпус  | -          |
| 02.07.1944 г. | 1-й Украинский фронт     | 2-я воздушная армия  | 1-й гвардейский штурмовой авиационный корпус  | -          |
| 11.05.1945 г. | 1-й Украинский фронт     | 2-я воздушная армия  | 1-й гвардейский штурмовой авиационный корпус  | -          |
| 10.06.1945 г. | Центральная группа войск | 2-я воздушная армия  | 1-й гвардейский штурмовой авиационный корпус  | -          |
| 01.07.1946 г. | Киевский военный округ   | 17-я воздушная армия | 1-й гвардейский штурмовой авиационный корпус  | -          |
| 20.02.1949 г. | Киевский военный округ   | 69-я воздушная армия | 60-й гвардейский штурмовой авиационный корпус | -          |

## Части и отдельные подразделения дивизии
За весь период своего существования боевой состав дивизии не претерпевал изменения:
| Период                  | Наименование                                 | Вооружение                                |
| ----------------------- | -------------------------------------------- | ----------------------------------------- |
| 05.02.1944 — 01.06.1955 | 140-й гвардейский штурмовой авиационный полк | Ил-2, Ил-10                               |
| 05.02.1944 — 01.06.1955 | 142-й гвардейский штурмовой авиационный полк | Ил-2, Ил-10                               |
| 01.05.1943 — 20.02.1949 | 143-й гвардейский штурмовой авиационный полк | Ил-2, Ил-10, переименован в 648-й гв. шап |
| 20.02.1949 — 01.06.1955 | 648-й гвардейский штурмовой авиационный полк | Ил-10                                     |

## Участие в операциях и битвах
- Корсунь-Шевченковская операция[6] — с 5 февраля 1944 года по 17 февраля 1944 года.
- Уманско-Ботошанская операция[6] — с 5 марта 1944 года по 17 апреля 1944 года.
- Львовско-Сандомирская операция[6] — с 13 июля 1944 года по 29 августа 1944 года.
- Карпатско-Дуклинская операция[6] — с 8 сентября 1944 года по 28 октября 1944 года.
- Сандомирско-Силезская операция[6] — с 12 января 1945 года по 3 февраля 1945 года.
- Нижне-Силезская операция[6] — с 8 февраля 1945 года по 24 февраля 1945 года
- Верхне-Силезская операция[6] — с 15 марта 1945 года по 31 марта 1945 года
- Берлинская операция[6] — с 16 апреля 1945 года по 8 мая 1945 года
- Пражская операция[6] — с 6 мая 1945 года по 11 мая 1945 года

## Почётные наименования
- 142-му гвардейскому штурмовому авиационному полку присвоено почётное наименование «Сандомирский»[7]
- 143-му гвардейскому штурмовому авиационному полку присвоено почётное наименование «Львовский»[8]

## Награды
- 8-я гвардейская штурмовая авиационная Полтавская дивизия Указом Президиума Верховного Совета СССР от 9 августа 1944 года за образцовое выполнение заданий командования в боях с немецкими захватчиками при прорыве обороны немцев на Львовском направлении, проявленные при этом доблесть и мужество награждена Орденом Богдана Хмельницкого II степени[9].
- 8-я гвардейская штурмовая авиационная Полтавская ордена Богдана Хмельницкого дивизия за образцовое выполнение заданий командования в боях с немецкими захватчиками, за овладение городом Краков и проявленные при этом доблесть и мужество Указом Президиума Верховного Совета СССР от 19 февраля 1945 года награждена орденом Суворова II степени[10].
- 140-й гвардейский штурмовой авиационный Киевский ордена Богдана Хмельницкого полк Указом Президиума Верховного Совета СССР от 26 апреля 1945 года за образцовое выполнение заданий командования в боях при прорыве обороны немцев и разгроме войск противника юго-западнее Оппельн и проявленные при этом доблесть и мужество награждён орденом Красного Знамени[10].
- 140-й гвардейский штурмовой авиационный Киевский Краснознамённый полк награждён Указом Президиума Верховного Совета СССР орденом «Богдана Хмельницкого III степени».
- 142-й гвардейский штурмовой авиационный полк Указом Президиума Верховного Совета СССР награждён орденом «Богдана Хмельницкого III степени».
- 142-й гвардейский штурмовой авиационный полк Указом Президиума Верховного Совета СССР награждён орденом «Александра Невского».
- 143-й гвардейский штурмовой авиационный полк Указом Президиума Верховного Совета СССР награждён орденом «Богдана Хмельницкого III степени».
- 143-й гвардейский штурмовой авиационный Львовский полк Указом Президиума Верховного Совета СССР от 26 апреля 1945 года за образцовое выполнение заданий командования в боях с немецкими захватчиками при овладении городами Нейссе и Леобшютц и проявленные при этом доблесть и мужество награждён орденом Александра Невского[11].

## Благодарности Верховного Главнокомандующего
Верховным Главнокомандующим воинам дивизии в составе корпуса объявлены благодарности:
- за прорыв обороны немцев на Львовском направлении[12]
- за овладение городом Львов[13]
- за овладение городами Ченстохова, Пшедбуж и Радомско[14]
- за овладение городами Крайцбург, Розенберг, Питшен, Ландсберг и Гуттентаг[15]
- за овладение городами Оппельн, Равич и Трахенберг[16]
- за овладение городами Глейвиц и Хжанув[17]
- за овладение городами Сосковец, Бендзин, Домброва-Гурне, Челядзь и Мысловице[18]
- за овладение городами Олау, Бриг, Томаскирх, Гротткау, Лёвен и Шургаст[19]
- за овладение городами Лигниц, Штейнау, Любен, Гайнау, Ноймаркт и Кант[20]
- за овладение городами Нейссе и Леобшютц[21]
- за овладение городами Штрелен и Рыбник[22]
- за овладение городами Ратибор и Бискау[23]
- за овладение городами Эссен, Кирххайн, Фалькенберг, Мюльберг, Пульснитц[24]
- за овладение городами Науен, Эльшталь, Рорбек, Марквардт, Кетцин[25]
- за овладение городом Виттенберг[26]
- за ликвидацию группы немецких войск, окружённой юго-восточнее Берлина[27]
- за овладение городом Берлин[28]
- за освобождение города Прага[29]

Особо отмечена в приказах Верховного Главнокомандующего:
- за форсирование реки Висла и овладение Сандомирским плацдармом[30]
- за овладение городом Краков[31]
- за овладение городом Гинденбург[32]
- за овладение центром Домбровского угольного района городом Катовице, городами Семяновиц, Крулевска Гута (Кенигсхютте), Миколув (Николаи) и Беутен и южной части промышленного района немецкой Верхней Силезии[33]
- за овладение городами Нойштадт, Козель, Штейнау, Зюльц, Краппитц, Обер-Глогау, Фалькенберг[34]

## Отличившиеся воины дивизии

### Герой Советского союза и полный кавалер ордена Славы
Герой Советского Союза и полный кавалер ордена Славы Иван Григорьевич Драченко старший лейтенант, старший лётчик 140-го гвардейского штурмового авиационного полка 8-й гвардейской штурмовой авиационной дивизии 1-го гвардейского штурмового авиационного корпуса 2-й воздушной армии.
Драченко — единственный лётчик в Военно-Воздушных Силах, который удостоен всех высших военных государственных наград (один из 4-х полных кавалеров ордена Славы, удостоенных звания «Герой Советского Союза»).

### Герои Советского Союза
| - Абухов Константин Васильевич, гвардии майор, командир 143-го гвардейского штурмового авиационного полка 8-й гвардейской штурмовой авиационной дивизии 1-го гвардейского штурмового авиационного корпуса 2-й воздушной армии 27 июня 1945 года Указом Президиума Верховного Совета СССР удостоен звания Герой Советского Союза. Посмертно - Алексеев Павел Фёдорович, гвардии капитан, командир эскадрильи 142-го гвардейского штурмового авиационного полка 8-й гвардейской штурмовой авиационной дивизии 1-го гвардейского штурмового авиационного корпуса 2-й воздушной армии 27 июня 1945 года Указом Президиума Верховного Совета СССР удостоен звания Герой Советского Союза. Золотая Звезда № 7890 - Алехнович Евгений Антонович, гвардии старший лейтенант, командир эскадрильи 142-го гвардейского штурмового авиационного полка 8-й гвардейской штурмовой авиационной дивизии 1-го гвардейского штурмового авиационного корпуса 2-й воздушной армии 27 июня 1945 года Указом Президиума Верховного Совета СССР удостоен звания Герой Советского Союза. Посмертно - Афанасьев Михаил Андреевич, гвардии майор, заместитель командира 143-го гвардейского штурмового авиационного полка 8-й гвардейской штурмовой авиационной дивизии 1-го гвардейского штурмового авиационного корпуса 2-й воздушной армии 27 июня 1945 года Указом Президиума Верховного Совета СССР удостоен звания Герой Советского Союза. Золотая Звезда № 6533 - Володин Семён Егорович, гвардии подполковник, командир 143-го гвардейского штурмового авиационного полка 8-й гвардейской штурмовой авиационной дивизии 1-го гвардейского штурмового авиационного корпуса 2-й воздушной армии 26 октября 1944 года Указом Президиума Верховного Совета СССР удостоен звания Герой Советского Союза. Золотая Звезда № 4612 - Голчин Иван Константинович, гвардии капитан, командир эскадрильи 140-го гвардейского штурмового авиационного полка 8-й гвардейской штурмовой авиационной дивизии 1-го гвардейского штурмового авиационного корпуса 2-й воздушной армии 27 июня 1945 года Указом Президиума Верховного Совета СССР удостоен звания Герой Советского Союза. Золотая Звезда № 8055 - Гришко Кирилл Емельянович, гвардии майор, командир эскадрильи 143-го гвардейского штурмового авиационного полка 8-й гвардейской штурмовой авиационной дивизии 1-го гвардейского штурмового авиационного корпуса 2-й воздушной армии 27 июня 1945 года Указом Президиума Верховного Совета СССР удостоен звания Герой Советского Союза. Посмертно. Погиб в автокатастрофе 17 июня 1945 года - Драченко Иван Григорьевич, гвардии старший лейтенант, старший лётчик 140-го гвардейского штурмового авиационного полка 8-й гвардейской штурмовой авиационной дивизии 1-го гвардейского штурмового авиационного корпуса 2-й воздушной армии 26 октября 1944 года Указом Президиума Верховного Совета СССР удостоен звания Герой Советского Союза. Золотая Звезда № 4618 - Девятьяров Александр Андреевич, гвардии майор, помощник командира по воздушно-стрелковой службе 140-го гвардейского штурмового авиационного полка 8-й гвардейской штурмовой авиационной дивизии 1-го гвардейского штурмового авиационного корпуса 2-й воздушной армии 10 апреля 1945 года Указом Президиума Верховного Совета СССР удостоен звания Герой Советского Союза. Золотая Звезда № 7360 - Ермолаев Владимир Иванович, гвардии лейтенант, старший лётчик 143-го гвардейского штурмового авиационного полка 8-й гвардейской штурмовой авиационной дивизии 1-го гвардейского штурмового авиационного корпуса 2-й воздушной армии 10 апреля 1945 года Указом Президиума Верховного Совета СССР удостоен звания Герой Советского Союза. Золотая Звезда № 6073 - Елисеев Николай Трофимович, гвардии майор, штурман 142-го гвардейского штурмового авиационного полка 8-й гвардейской штурмовой авиационной дивизии 1-го гвардейского штурмового авиационного корпуса 2-й воздушной армии 27 июня 1945 года Указом Президиума Верховного Совета СССР удостоен звания Герой Советского Союза. Золотая Звезда № 6592 - Жигунов Владимир Романович, гвардии лейтенант, командир звена 140-го гвардейского штурмового авиационного полка 8-й гвардейской штурмовой авиационной дивизии 1-го гвардейского штурмового авиационного корпуса 2-й воздушной армии 27 июня 1945 года Указом Президиума Верховного Совета СССР удостоен звания Герой Советского Союза. Золотая Звезда № 7896 - Кудрявцев Виктор Васильевич, гвардии лейтенант, заместитель командира эскадрильи 140-го гвардейского штурмового авиационного полка 8-й гвардейской штурмовой авиационной дивизии 1-го гвардейского штурмового авиационного корпуса 2-й воздушной армии 10 апреля 1945 года Указом Президиума Верховного Совета СССР удостоен звания Герой Советского Союза. Посмертно - Кирток Николай Наумович, гвардии старший лейтенант, командир эскадрильи 143-го гвардейского штурмового авиационного полка 8-й гвардейской штурмовой авиационной дивизии 1-го гвардейского штурмового авиационного корпуса 2-й воздушной армии 27 июня 1945 года Указом Президиума Верховного Совета СССР удостоен звания Герой Советского Союза. Золотая Звезда № 6579 - Кобзев Анатолий Михайлович, гвардии младший лейтенант, командир звена 140-го гвардейского штурмового авиационного полка 8-й гвардейской штурмовой авиационной дивизии 1-го гвардейского штурмового авиационного корпуса 2-й воздушной армии 27 июня 1945 года Указом Президиума Верховного Совета СССР удостоен звания Герой Советского Союза. Посмертно - Мушников Георгий Иустинович, гвардии старший лейтенант, командир звена 140-го гвардейского штурмового авиационного полка 8-й гвардейской штурмовой авиационной дивизии 1-го гвардейского штурмового авиационного корпуса 2-й воздушной армии 10 апреля 1945 года Указом Президиума Верховного Совета СССР удостоен звания Герой Советского Союза. Золотая Звезда № 6074 - Мельников Борис Васильевич, гвардии старший лейтенант, заместитель командира эскадрильи 143-го гвардейского штурмового авиационного полка 8-й гвардейской штурмовой авиационной дивизии 1-го гвардейского штурмового авиационного корпуса 2-й воздушной армии 27 июня 1945 года Указом Президиума Верховного Совета СССР удостоен звания Герой Советского Союза. Золотая Звезда № 6575 - Носков Николай Иванович, гвардии капитан, командир эскадрильи 142-го гвардейского штурмового авиационного полка 8-й гвардейской штурмовой авиационной дивизии 1-го гвардейского штурмового авиационного корпуса 2-й воздушной армии 27 июня 1945 года Указом Президиума Верховного Совета СССР удостоен звания Герой Советского Союза. Золотая Звезда № 7490 - Овчинников Александр Павлович, гвардии старший лейтенант, штурман 143-го гвардейского штурмового авиационного полка 8-й гвардейской штурмовой авиационной дивизии 1-го гвардейского штурмового авиационного корпуса 2-й воздушной армии 27 июня 1945 года Указом Президиума Верховного Совета СССР удостоен звания Герой Советского Союза. Золотая Звезда № 6595 - Олейников Василий Семёнович, гвардии лейтенант, командир звена 143-го гвардейского штурмового авиационного полка 8-й гвардейской штурмовой авиационной дивизии 1-го гвардейского штурмового авиационного корпуса 2-й воздушной армии 27 июня 1945 года Указом Президиума Верховного Совета СССР удостоен звания Герой Советского Союза. Золотая Звезда № 7898 - Полукаров Николай Тихонович, гвардии лейтенант, командир звена 140-го гвардейского штурмового авиационного полка 8-й гвардейской штурмовой авиационной дивизии 1-го гвардейского штурмового авиационного корпуса 2-й воздушной армии 10 апреля 1945 года Указом Президиума Верховного Совета СССР удостоен звания Герой Советского Союза. Золотая Звезда № 6075 - Рогожин Алексей Арсентьевич, гвардии лейтенант, заместитель командира эскадрильи 142-го гвардейского штурмового авиационного полка 8-й гвардейской штурмовой авиационной дивизии 1-го гвардейского штурмового авиационного корпуса 2-й воздушной армии 10 апреля 1945 года Указом Президиума Верховного Совета СССР удостоен звания Герой Советского Союза. Золотая Звезда № 6076 - Рыбаков Анатолий Фёдорович, гвардии лейтенант, командир звена 142-го гвардейского штурмового авиационного полка 8-й гвардейской штурмовой авиационной дивизии 1-го гвардейского штурмового авиационного корпуса 2-й воздушной армии 10 апреля 1945 года Указом Президиума Верховного Совета СССР удостоен звания Герой Советского Союза. Золотая Звезда № 6077 - Фаткуллин Анвар Асадуллович, гвардии старший лейтенант, заместитель командира эскадрильи 140-го гвардейского штурмового авиационного полка 8-й гвардейской штурмовой авиационной дивизии 1-го гвардейского штурмового авиационного корпуса 2-й воздушной армии 10 апреля 1945 года Указом Президиума Верховного Совета СССР удостоен звания Герой Советского Союза. Золотая Звезда № 6078 - Хорохонов Николай Дмитриевич, гвардии младший лейтенант, командир звена 143-го гвардейского штурмового авиационного полка 8-й гвардейской штурмовой авиационной дивизии 1-го гвардейского штурмового авиационного корпуса 2-й воздушной армии 27 июня 1945 года Указом Президиума Верховного Совета СССР удостоен звания Герой Советского Союза. Посмертно - Яковицкий Александр Адамович, гвардии майор, заместитель командира 140-го гвардейского штурмового авиационного полка 8-й гвардейской штурмовой авиационной дивизии 1-го гвардейского штурмового авиационного корпуса 2-й воздушной армии 10 апреля 1945 года Указом Президиума Верховного Совета СССР удостоен звания Герой Советского Союза. Золотая Звезда № 6079 - Яковлев Николай Яковлевич, гвардии старший лейтенант, командир эскадрильи 140-го гвардейского штурмового авиационного полка 8-й гвардейской штурмовой авиационной дивизии 1-го гвардейского штурмового авиационного корпуса 2-й воздушной армии 27 июня 1945 года Указом Президиума Верховного Совета СССР удостоен звания Герой Советского Союза. Золотая Звезда № 6555 |

## Базирование
| Период               | Место базирования                       |
| -------------------- | --------------------------------------- |
| 04.1945 — 11.05.1945 | Финстервальде (Финстервальде), Германия |
| 11.05.1945 — 07.1945 | Прага, Чехословакия                     |
| 07.1945 — 07.1946    | Эйзенштадт, Австрия                     |
| 07.1946 — 06.1955    | Борисполь, Киев                         |